# Пастушок-уэка
Пастушок-уэка (лат. Gallirallus australis) — вид крупных нелетающих птиц из семейства пастушковых. Живёт в Новой Зеландии.

## Описание
Длина тела самцов варьируется от 50 до 60 см, а масса — от 532 до 1605 г. Самки достигают 46—50 см в длину и весят 350—1035 г. Размах крыльев варьируется от 50 до 60 см. Окраска в основном коричневая. Крылья сильно укорочены, со шпорами. Птица не летает.

### Питание
Всеяден. В состав рациона входят семена, фрукты, птичьи яйца, падаль, беспозвоночные, а также мелкие позвоночные.

## Подвиды
Вид имеет 4 подвида:

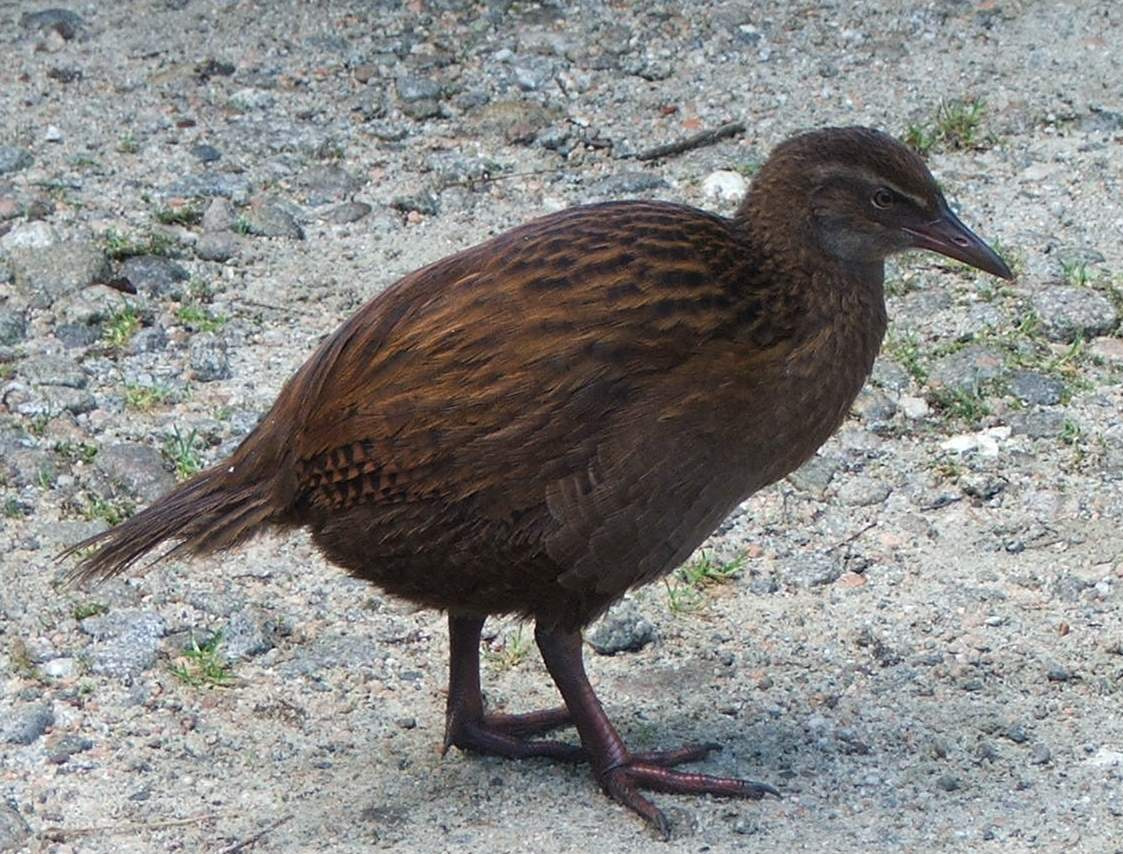

- Gallirallus australis greyi — единственный подвид, обитающий на острове Северный
- Gallirallus australis scotti обитает на острове Стюарта;
- Gallirallus australis australis — единственный подвид в западной части острова Южный. Внешне отличается темно-бурыми или черными пестринами на брюшке;
- Gallirallus australis hectori — обитал в восточной части Новой Зеландии (вымер к началу 1920-х годов), был интродуцирован на остров Чатем.

## Размножение
Размножаются круглогодично. После появления птенцов самец водит их в дневное время. Самка в это же время откладывает новую кладку. По ночам самец приводит выводок к гнезду и садится насиживать яйца, а самка уходит кормиться.